# ブリューゲルレース
ブリューゲルレースは、テープ状に編んだレース（ブレードと呼ぶ）を図柄通りに曲げ、空いた空間をかぎ針で編んだレースでつなぎ、模様を作っていくレース。ブレードの様子がスキーの跡に似ているためボーゲンレースとも呼ばれている。

## 起源
18世紀半ば頃にドイツではじめられたとされる。ベルギーの土産物としてよく見られる。